# SWAT
În Statele Unite, o echipă SWAT (arme și tactici speciale) este o unitate de aplicare a legii care folosește echipamente și tactici specializate sau militare. Creată pentru prima dată în anii ’60 pentru a controla combaterea revoltelor sau confruntările violente cu infractorii, numărul și utilizarea echipelor SWAT a crescut în anii ’80 -’90 în timpul Războiului împotriva Drogurilor și ulterior în urma atacurilor din 11 septembrie. În Statele Unite începând cu 2005, echipele SWAT erau dislocate de 50.000 de ori în fiecare an, aproape 80% din timp pentru a servi mandate de căutare, cel mai adesea pentru stupefiante. Echipele SWAT sunt din ce în ce mai echipate cu echipamente de tip militar și sunt instruite să se desfășoare împotriva amenințărilor cu terorismul, pentru controlul mulțimilor, luarea de ostatici și în situații care depășesc capacitățile forțelor de ordine obișnuite, uneori considerate „cu risc ridicat”. Alte țări și-au dezvoltat propriile unități de poliție paramilitare (PPU), care sunt de asemenea descrise sau comparabile cu forțele SWAT.
Unitățile SWAT sunt adesea echipate cu arme de foc automate și specializate, incluzând arme submachine, puști de asalt, pușcării antidisturgi, puști de lunetist, arme anti-revolte, agenți de combatere a revoltelor, gaze lacrimogene, fum și granate. În plus, pot folosi echipamente specializate, inclusiv armuri pentru corpuri grele, scuturi balistice, instrumente de intrare, vehicule blindate, dispozitive termice și de viziune de noapte și detectoare de mișcare pentru a determina în mod ascuns pozițiile ostaticilor sau ale ostaticilor, în interiorul structurilor închise.

## Definiție
Definiția SWAT a Asociației Naționalilor Tactici din Statele Unite ale Americii este:
SWAT: O echipă desemnată de aplicare a legii ai cărei membri sunt recrutați, selectați, instruiți, echipați și repartizați pentru a rezolva incidentele critice care implică o amenințare la adresa siguranței publice, care ar depăși, în alt mod, capacitățile primilor respondenți ai forței de ordine și / sau ai unităților de investigare.